# フランシスコ・ウロズ
フランシスコ・ウロズ（Francisco Urroz、1993年9月7日 - ）は、スーペル・ラグビー・アメリカス、セルクナムに所属するラグビーユニオン選手。

## プロフィール
- チリ、サンティアゴ出身[1]。
- ポジションはスタンドオフ(SO)、フルバック(FB)。
- 身長 186cm、体重 85kg
- 医師でコロナ禍に携わった[2]。
- U20チリ代表に選ばれたことがある。
- 7人制チリ代表に選ばれたことがある。
- チリ代表キャップは11（2025年2月現在）でラグビーワールドカップ2023のチリ代表に選ばれた[3]。

## 略歴
2020年、セルクナムに加入。